# جنی ویتل
جنی ویتل (انگلیسی: Jenny Whittle؛ زادهٔ ۵ سپتامبر ۱۹۷۳) بازیکن بسکتبال اهل استرالیا است.
وی در مسابقات کشوری و بین‌المللی در مجموع برندهٔ ۳ مدال طلا، ۱ مدال نقره، ۳ مدال برنز شده‌است.